# 大楼街道
大楼街道是中华人民共和国江苏省宿迁市泗洪县下辖的一个街道办事处。

## 行政区划
大楼街道下辖以下村级行政区划单位：
前场社区、隆源社区、分金亭社区、三里社区、北新集社区、邓庄社区、大新社区、小楼社区、大楼社区、花庄社区、周庄社区、陈嘴社区、丰湖社区、侯路社区、黄吴社区、面西社区和宏图社区。